# Sholom Secunda

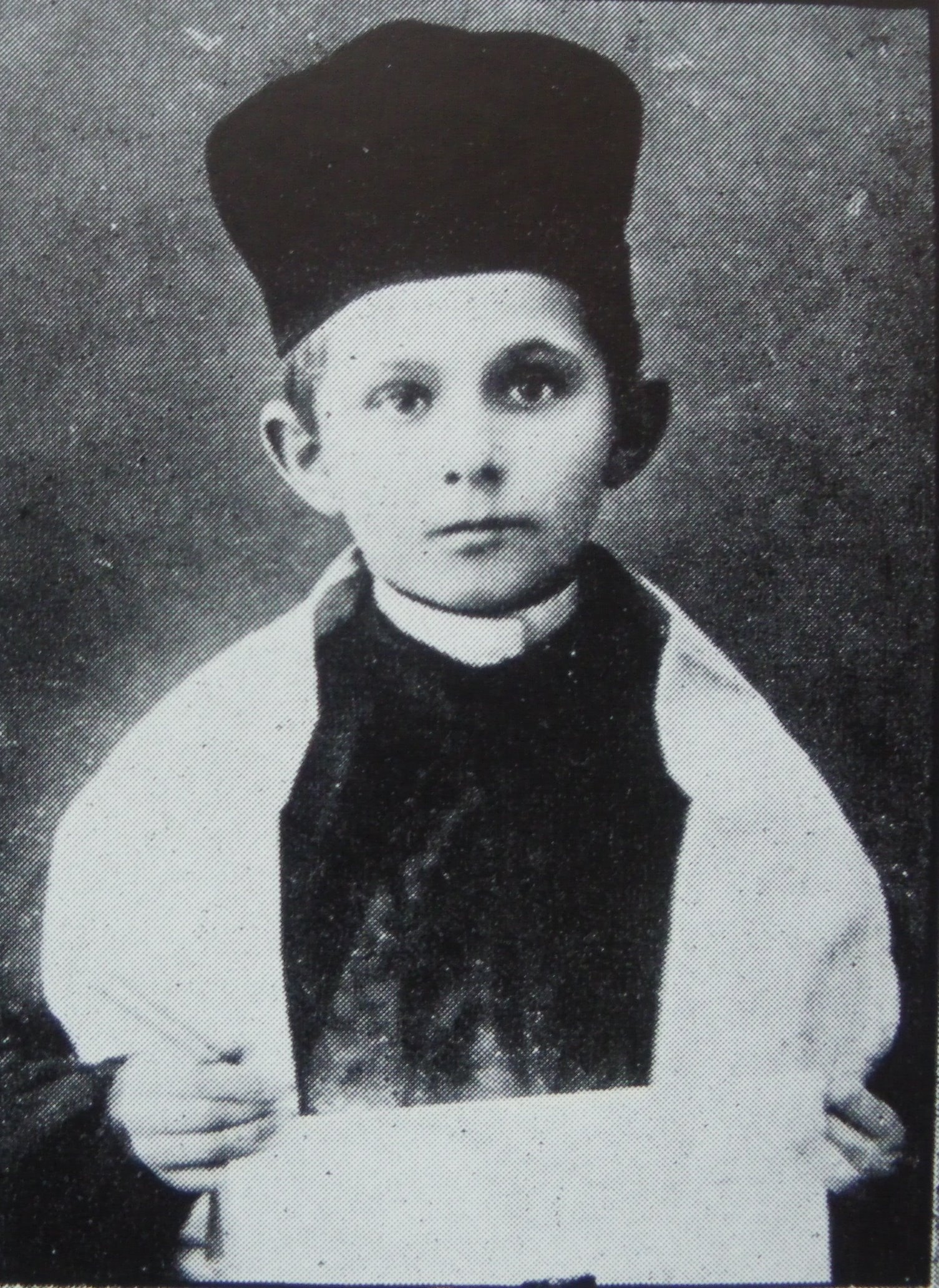
Sholom Secunda, 1904

Sholom Secunda (geboren als Schlojme Sekunda; geb. 23. Augustjul. / 4. September 1894greg. in Alexandria, Russisches Kaiserreich; gest. 13. Juni 1974 in New York City) war ein US-amerikanischer Komponist von Orchester-, Film-, Theater- und sakraler Musik russischer Herkunft.
Bekannt wurde er u. a. als Komponist der jiddischen Lieder Bei Mir Bistu Shein (1932) und Dos Kelbl (Donna Donna) (1940).

## Leben
Sholom Secunda wuchs in einem jüdischen Elternhaus in der Ukraine auf. In diesem wurde Jiddisch, aber auch Deutsch gesprochen. 1897 siedelten seine Eltern nach Nikolajew um. Dort spielte er mit zwölf Jahren erstmals im jiddischen Wandertheater von Abraham Goldfaden.
Nach den Pogromen in Russland emigrierte die Familie im November 1907 nach New York. Er nahm Gesangs- und Klavierunterricht. Er wurde bald als Kleiner Kantor bekannt. Er sang auch auf der Straße. 1913 schloss er eine klassische Musikausbildung im Institute of Musical Art ab.
Nach 1914 ließ er sich durch den Schweizer Komponisten Ernest Bloch in klassischer Orchester- und Operettenkomposition ausbilden. Er arbeitete in dieser Zeit für verschiedene Theater, anfangs im Chor, später meist als Orchesterleiter oder Komponist. Er verfasste 60 Operetten bzw. Musicals und mehr als 1000 Songs.
Bekannt ist Secunda bis heute insbesondere für seine Werke Bei Mir Bistu Shein (1932) und Dos Kelbl („Das Kalb“; 1940, später bekannt als Donna Donna). Die Rechte am Evergreen Bei Mir Bistu Shein verkaufte er 1933 für 30 Dollar an seinen Musikverlag, von dem ihn Sammy Cahn 1937 erwarb, den Text durch Saul Chaplin ändern ließ und mit den Andrews Sisters weltweit 2,5 Millionen Exemplare verkaufte. Dadurch und durch die häufige Radioausstrahlung entgingen Secunda Tantiemen von mindestens drei Millionen Dollar. Erst als 1961 die Urheberrechte für Cahn und Chaplin endeten, erhielt er zusammen mit seinem ursprünglichen Texter Jacob Jacobs seinen Song zurück.
1964 wurde Secundas Oratorium If Not Higher uraufgeführt, in dem Richard Tucker vom Metropolitan die Hauptrolle sang. Sein Oratorium Yizkor zum Gedenken an die sechs Millionen Menschen, die im Holocaust umgebracht worden waren, hatte 1973 Premiere. Im selben Jahr entstand sein letztes Musical, Hard to Be a Jew.
Im Concord Hotel in den Catskill Mountains leitete Secunda zudem viele Jahre lang ein Sinfonieorchester in einer Reihe von Donnerstagskonzerten. Bekannte Sänger der Metropolitan Opera wie Robert Merrill, Brenda Lewis, Lucine Amara, Giuseppe Valdengo oder Norman Scott traten als Solisten bei diesen Konzerten auf.

## Werke (Auswahl)
Film
- Sailor’s Sweetheart (1930)
- A Cantor on Trial (1931)

### „Kol Nidre“ (1939)
- Tevya (1939)
- The Jewish Melody (1940)
- Her Second Mother (1940)
- Motel the Operator (1940)
- Eli, Eli (1940)
- Got, Mentsh un Tayvl (God, Man and Devil) (1950)
- Catskill Honeymoon (1950)

Musical
- Mashe, oder Margarita (1926) (daraus der Standard Vu iz dus gesele? [Wo ist das Gässlein?])

### Autobiographie
- Sholom Secunda Tells... 1969.[2]